# 983 Gunila
Gunila (asteroide 983) é um asteroide da cintura principal com um diâmetro de 73,87 quilómetros, a 2,8499177 UA. Possui uma excentricidade de 0,0970455 e um período orbital de 2 048,08 dias (5,61 anos).
Gunila tem uma velocidade orbital média de 16,76522999 km/s e uma inclinação de 14,8781º.
Esse asteroide foi descoberto em 30 de Julho de 1922 por Karl Reinmuth.